# Tobias Balthasar Hold
Tobias Balthasar Hold (n. ~1660, Frankenhausen, Sfântul Imperiu Roman – d. 17 aprilie 1721, Timișoara, Monarhia Habsburgică) a fost între 1717 și 1721 primul primar german al orașului Timișoara, dupa eliberarea de sub dominația otomană.

## Biografie

### Origine
Tobias Balthasar Hold s-a născut în jurul anului 1660 (data exactă a nașterii este necunoscută) în Frankenhausen (nu se știe și în care Frankenhausen). Anton Petri oscilează între Frankenhausen din Hesse, Saxonia sau Turingia , în timp ce William O'Reilly vorbește despre Frankenhausen din Bavaria , însă Alex Leeb subliniază că un loc numit Frankenhausen în Bavaria nu există.

### Primul primar german al Timișoarei
La 1 ianuarie 1718 a fost înființat primul magistrat german în Timișoara; exista deja un magistrat rascian cu sediul în clădirea în care astăzi se află Liceul Nikolaus Lenau.
Tobias Balthasar Hold, un fost medic militar, a venit în Timișoara în 1717 și ales în octombrie același an ca primul primar german al orașului. Pe 1 ianuarie 1718 a avut loc ceremonia de învestitură religioasă, iar puțin timp mai târziu a avut loc învestirea oficială laică.
Sub conducerea lui Tobias Balthasar Hold a început reconstrucția Cetății Timișoara distrusă în timpul războiului. În 1720 a fost reales ca primar al orașului pentru a doua oară și a deținut această funcție până la moartea sa.